# Duque de Albany
Duque de Albany é um título nobiliário que tem sido ocasionalmente conferido a jovens filhos na família real escocesa (depois britânica), particularmente nas Casas de Stuart e de Hanôver. Está suspenso desde a aprovação da Lei de Privação de Títulos de 1917.

## História
O Ducado de Albany foi concedido pela primeira vez em 1398 pelo rei Roberto III da Escócia a seu irmão, Roberto Stuart, dentro do Pariato da Escócia. "Albany" era um termo territorial amplo que representava as regiões da Escócia ao norte do rio Forth, correspondente ao antigo reino dos pictos. O título (juntamente com o Ducado de Rothesay) foram os primeiros ducados criados na Escócia. Em 1420, o título foi herdado por Murdoch Stuart e confiscado em 1425 como parte de suas penalizações por crimes contra a coroa. 
O título foi novamente criado em 1458 em favor de Alexandre Stuart, mas foi suspenso em 1483. Seu filho João Stuart foi agraciado com o título em sua segunda criação em 1515, mas morreu sem herdeiros em 1536. Em 1541, Roberto Stuart, segundo filho de Jaime V da Escócia, foi criado Duque de Albany, mas morreu com menos de um mês de idade. A quarta criação do título ocorreu juntamente com o Condado de Ross e o Senhorio de Ardmannoch em favor de Henrique Stuart, Lorde Darnley, pai do futuro rei Jaime VI da Escócia. Essa geração do Ducado de Albany fundiu-se com a Coroa escocesa após a ascensão de Jaime ao trono. O título de Duque de Albany, juntamente com o título de Duque de Iorque - com o qual desde então tem sido tradicionalmente associado -  foi recriado pela quinta vez em 1604 em favor de Carlos Stuart, filho de Jaimes VI. Após a ascensão de Carlos ao trono em 1625, o título de Duque de Albany fundiu-se com a Coroa inglesa.

## Duques de Albany
| Duque | Duque                                      | Nascimento                                                                                                   | Casamento                                                                              | Morte                                                           |
| --- | ------------------------------------------ | --- | -------------------------------------------------------------------------------------- | --------------------------------------------------------------- |
| Henrique Stuart 1565–1567 | Henrique Stuart                            | 19 de novembro de 1545 Palácio de Dunfermline filho de Mateus Stuart e Margarida Douglas                     | Maria da Escócia 29 de julho de 1565 1 filho                                           | 10 de fevereiro de 1567 Kirk o' Field, Edimburgo 21 anos        |
| Jaime Stuart 1567 | Jaime Stuart                               | 19 de junho de 1566 Castelo de Edimburgo filho de Maria da Escócia e Henrique Stuart                         | Ana da Dinamarca 23 de novembro de 1589 9 filhos                                       | 27 de março de 1625 Casa Theobalds, Cheshunt 58 anos            |
| Príncipe Jaime ascendeu ao trono como Jaime VI de Escócia em 1567 após a abdicação de sua mãe e seus títulos foram fundidos com a Coroa. |                                            | |                                                                                        |                                                                 |
| Carlos Stuart 1600–1625 | Carlos Stuart                              | 19 de novembro de 1600 Palácio de Dunfermline filho de Jaime I e Ana da Dinamarca                            | Henriqueta Maria de França 13 de junho de 1625 9 filhos                                | 30 de janeiro de 1649 Palácio de Whitehall, Londres 48 anos     |
| Príncipe Carlos ascendeu ao trono como Carlos I de Inglaterra em 1625 e seus títulos foram fundidos com a Coroa.                         |                                            | |                                                                                        |                                                                 |
| Jaime Stuart 1633 / 1644 – 1685 | James Stuart                               | 14 de outubro de 1633 Palácio de St. James, Londres son of Carlos I e Henriqueta Maria                       | Ana Hyde 3 de setembro de 1660 8 filhosMaria de Módena 21 de novembro de 1673 7 filhos | 16 de setembro de 1701 Castelo de Saint-Germain-en-Laye 67 anos |
| Príncipe Jaime ascendeu ao trono como Jaime II de Inglaterra em 1685 e seus títulos foram fundidos com a Coroa.                          |                                            | |                                                                                        |                                                                 |
| Leopoldo 1882–1884 | Leopoldo, Duque de Albany                  | 7 de abril de 1853 Palácio de Buckingham, Londres filho de Vitória e Alberto, Príncipe Consorte              | Helena de Waldeck e Pyrmont 27 de abril de 1882 2 filhos                               | 28 de março de 1884 Cannes 30 anos                              |
| Carlos Eduardo 1884–1919 | Carlos Eduardo, Duque de Saxe-Coburgo-Gota | 19 de julho de 1884 Claremont House, Surrey filho de Leopoldo, Duque de Albany e Helena de Waldeck e Pyrmont | Vitória Adelaide de Eslésvico-Holsácia 11 de outubro de 1905 5 filhos                  | 6 de março de 1954 Coburgo 69 anos                              |
| O título foi suspenso em 28 de março de 1919 com base na Lei de Privação de Títulos de 1917.                                             |                                            | |                                                                                        |                                                                 |